# Кирякос Велопулос
Кириакос Йосиф Велопулос (на гръцки: Κυριάκος Ιωσήφ Βελόπουλος; роден на 24 октомври 1965 г.) е гръцки журналист и политик, член на гръцкия парламент и президент на гръцката политическа партия „Решение“ от основаването ѝ през 2016 г. Велопулос е бивш[ неясно? ] парламентарист от Народното православно събрание (LAOS) и бивш член на „Нова демокрация“.

## Ранен живот и образование
Роден е на 24 октомври 1965 г. в Западна Германия и израства в Солун, Гърция. След завършването на гимназията Dendropotamos учи журналистика в Центъра за либерални философски социални изследвания (частна образователна институция) в Солун със стипендия и завършва там през 1990 г.
Получава бакалавърска степен по изучаване на гръцката цивилизация от Отворения университет на Кипър през 2013 г. и магистърска степен по журналистика от същия университет през 2016 г.
По време на задължителната си военна служба в гръцката армия той служи като офицер на островите в Североизточно Егейско море и континенталната част на Гърция. Член е на Академията за гръцки език в Германия и член на Съюза на писателите на Северна Гърция. Той е член на ONNED, младежката организация на „Нова демокрация“ до 1988 г. и идеологически се определя като принадлежащ към „патриотичната „Нова демокрация“.